# Parco nazionale Daintree

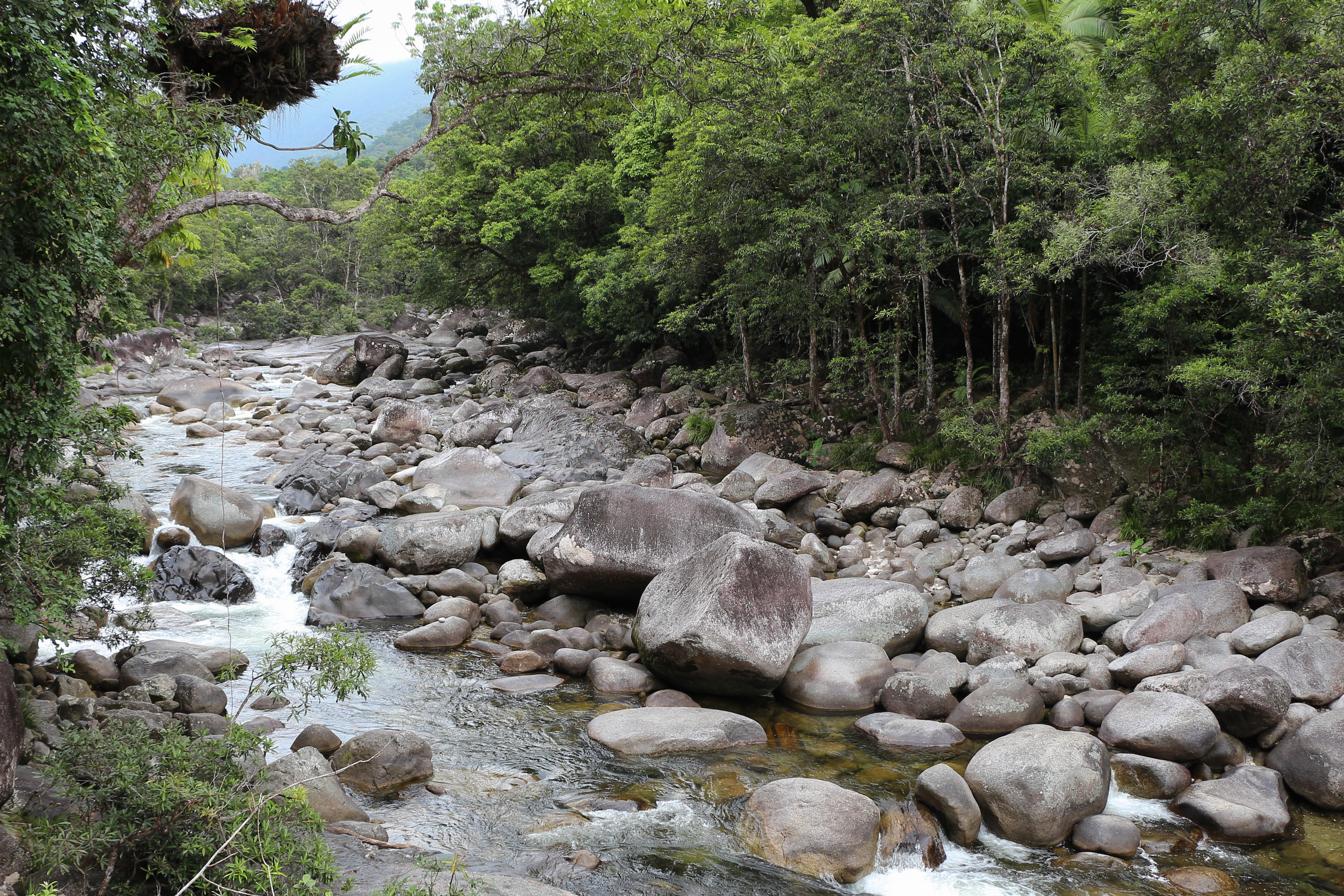
Mossman Gorge

Il Parco nazionale Daintree a Far North, nel Queensland,in Australia a 1502 km a nord-est da Brisbane e a 100 km da Cairns.
Fu creato nel 1981 e fa parte dei Tropici del Queensland. Nel 1988 divenne un Sito Unesco. 
Il parco è diviso in due parti, con una zona agricola stabile tra di loro che comprende le città Mossman e Daintree.